# Zentralverschiebebahnhof Wien-Kledering

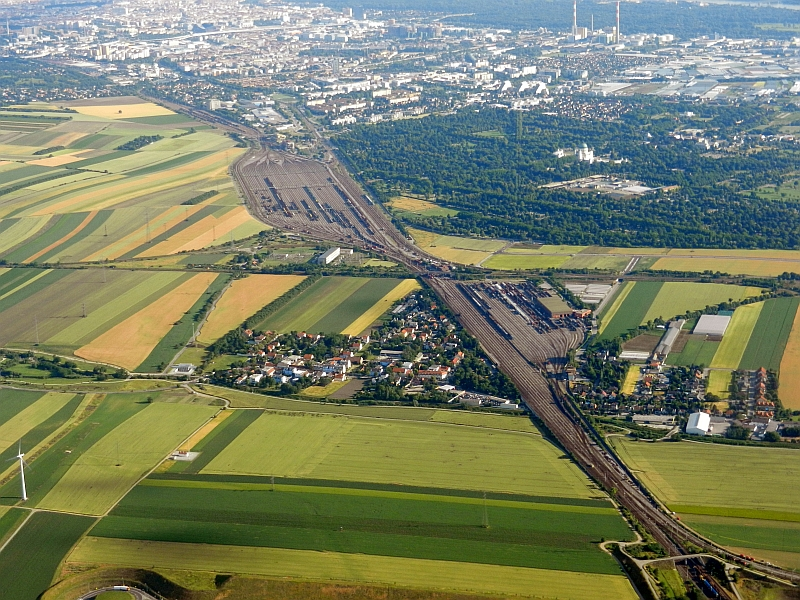
Luftbild des Zentralverschiebebahnhofes Wien-Kledering, Blickrichtung Wien

Der Zentralverschiebebahnhof Wien-Kledering (Wien Zvbf) ist der größte Verschiebebahnhof in Österreich.

## Lage
Der Verschiebebahnhof befindet sich im 10. Wiener Gemeindebezirk Favoriten an der südöstlichen Stadtgrenze Wiens sowie in der Katastralgemeinde Kledering, die zur Stadt Schwechat (Niederösterreich) gehört, ferner grenzt er an den 11. Wiener Gemeindebezirk Simmering.
Schienenseitig liegt der Zentralverschiebebahnhof parallel der Ostbahn-Linie von Wien Hauptbahnhof nach Bruck an der Leitha und Budapest. Über eine vom Osten zu befahrende Schleife besteht Anschluss zu der in Ost-West-Richtung verlaufenden Donauländebahn.

## Geschichte
Um im Güterverkehr konkurrenzfähig zu bleiben, entschlossen sich die ÖBB zur Verwirklichung mehrerer Bauprojekte im Raum Wien. Da die Güterzugbildung hier auf vierzehn verschiedene Bahnhöfe verteilt war, erachtete man einen Großverschiebebahnhof als notwendig. Dabei entschied man sich für ein Gelände im Süden Wiens. Im Frühjahr 1978 wurde mit dem Bau begonnen, eine erste Teilinbetriebnahme fand im September 1983 statt. Die 1. Hochfahrphase erfolgte am 28. September 1986, wobei der Nebenabrollberg und die Feinreihungsgruppe erst in der 2. Hochfahrphase im Jänner 1987 in Betrieb genommen wurden. Zu diesem Zeitpunkt konnte auch die Anzahl der bearbeiteten Wagen von 1.840 auf 2.100 angehoben werden. Im Sommer 1987 begann die 3. Hochfahrphase, mit einer Ausweitung der Betriebszeit von 16 auf 21 Stunden und einer Erhöhung der Wagenzahl auf 2.500 pro Tag. Im Dezember 1987 erfolgte schließlich die einschränkungslose Vollinbetriebnahme des Bahnhofes. Die Kosten für den Bahnhof betrugen 3,8 Milliarden Schilling.

## Betrieb
Der Verschiebebahnhof Wien-Kledering wird von den Österreichischen Bundesbahnen (ÖBB) betrieben. Er ist auf eine Kapazität von 6.100 Wagen pro Tag ausgelegt, die Gleislänge beträgt 120 Kilometer. Der Bahnhof hat eine aus 15 Gleisen bestehende Einfahrgruppe, eine aus 48 Gleisen bestehende Richtungsgruppe und eine aus 10 Gleisen bestehende Ausfahrgruppe.  Außerdem befindet sich östlich der Richtungsgruppe die Umfahrungsgleisgruppe mit 4 Gleisen. Westlich der Richtungsgruppe befindet sich das Lokumfahrungsgleis sowie das Wartegleis.

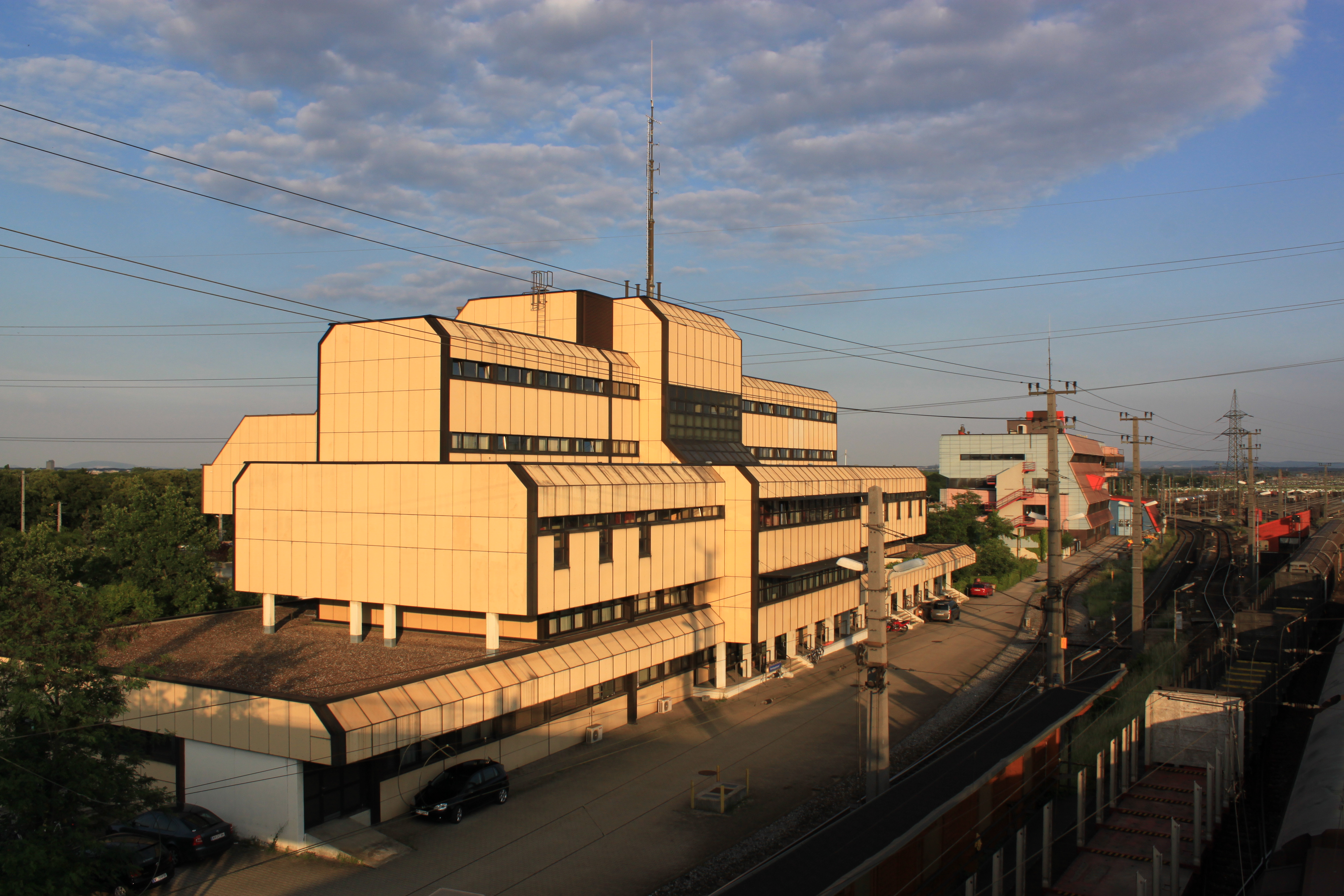
Betriebsgebäude 1 (links) und Stellwerk 1 (rechts)
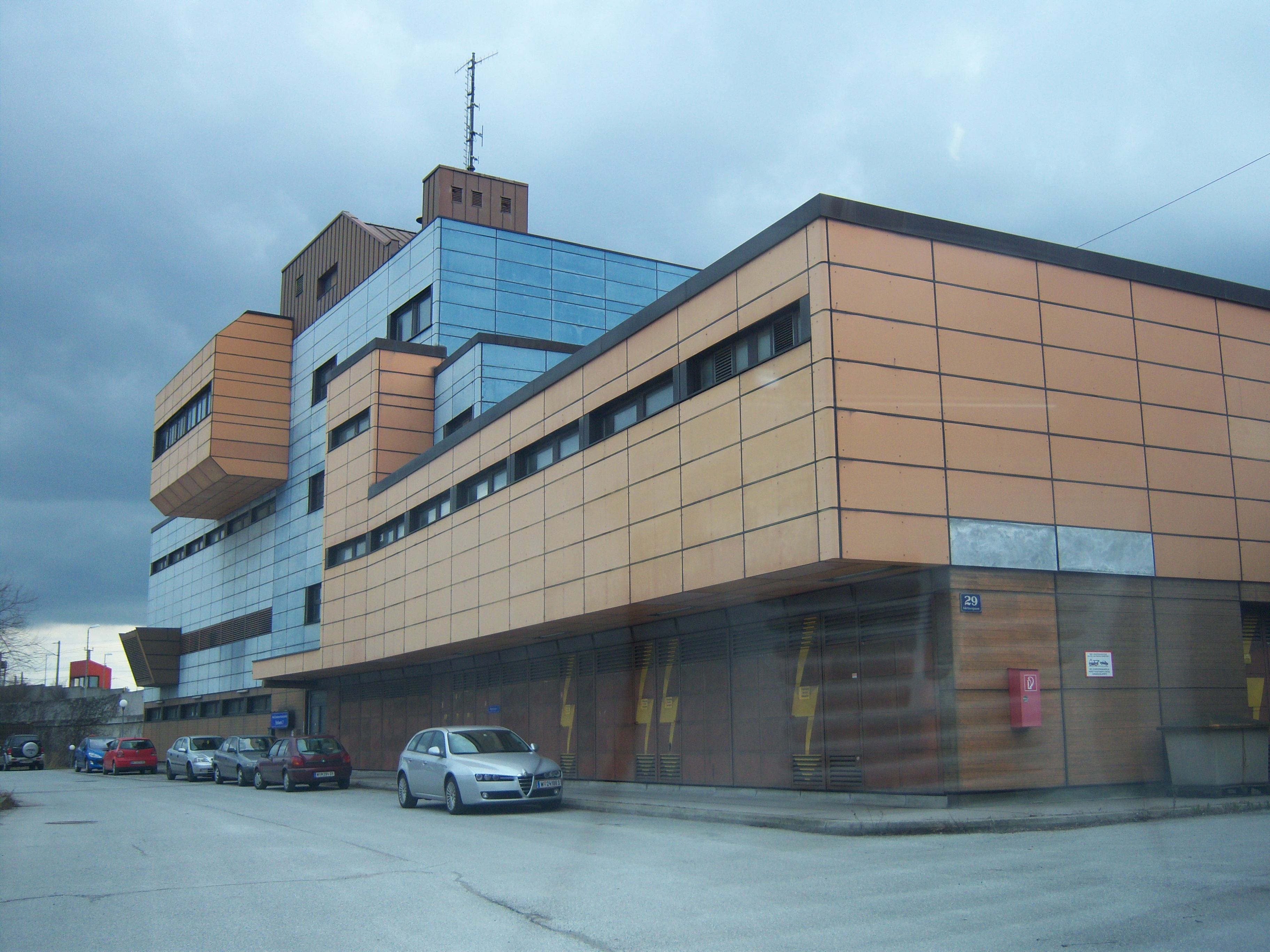
Stellwerk 2
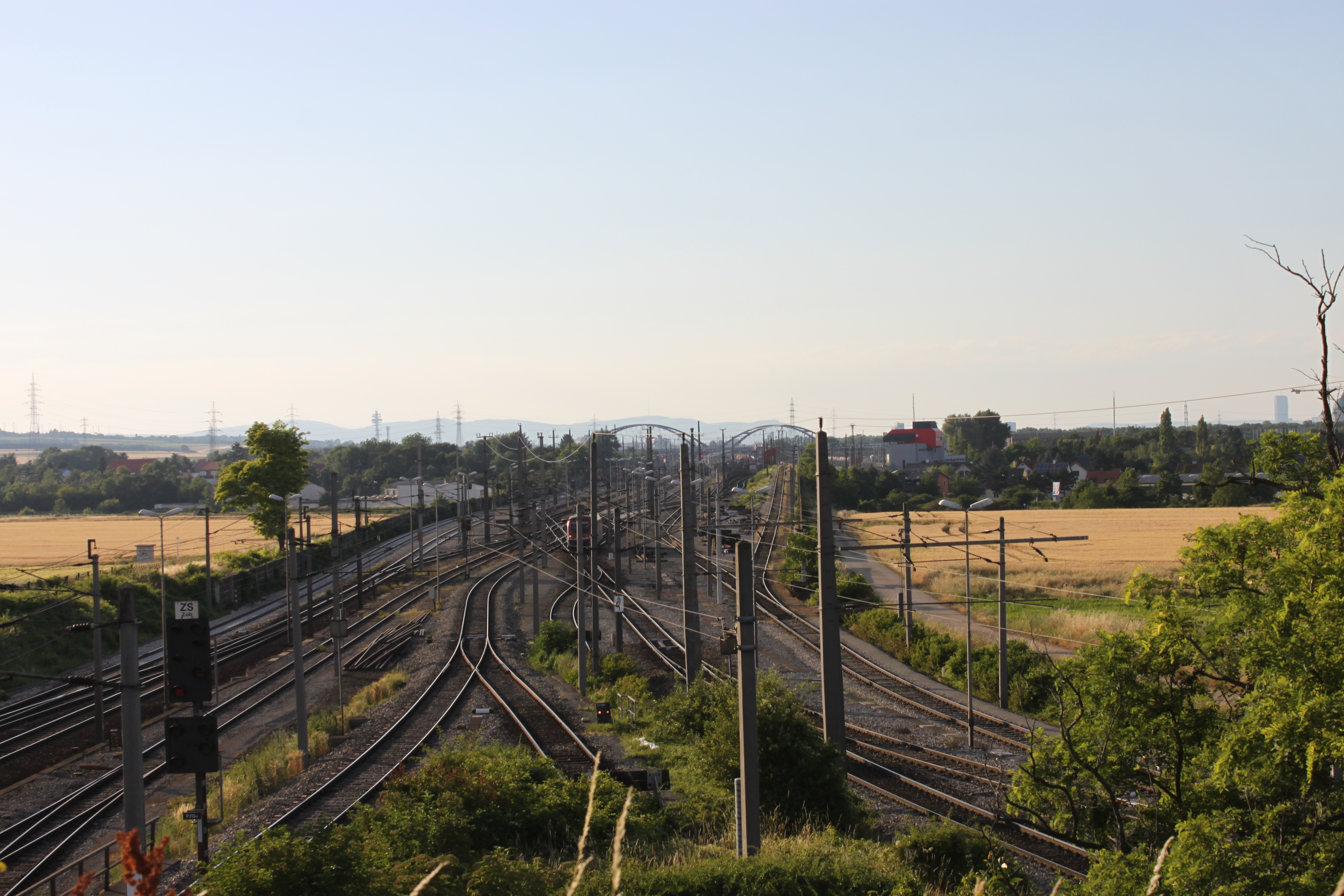
Südsüdöstliche Einfahrt in den Zvbf. Wien-Kledering

### Hauptabrollberg
In der Richtungsgruppe befindet sich der Hauptabrollberg mit einem maximalen Gefälle von 4,7 Prozent. Er ist für eine tägliche Leistung von 6.100 Wagen pro Tag bzw. 300 Wagen pro Stunde ausgelegt. Nach der Eingangszugbehandlung in der Einfahrgruppe erfolgt hier die Zugzerlegung. Lokomotiven der Baureihe 1064 übernehmen hierbei die Anrücken, also das Heranfahren des Zuges an den Abrollberg mit einer maximalen Geschwindigkeit von 5 m/s, und das anschließende Abdrücken mit einer maximalen Geschwindigkeit von 1,6 m/s. Die Lokomotiven sind zwar mit einem Triebfahrzeugführer besetzt, allerdings werden das Anrücken und Abdrücken funkferngesteuert abgewickelt. Für das Entkuppeln der Wagen am Abrollberg sorgt ein Verschieber mittels einer Entkupplungsstange.
Das Abbremsen der Wagen erfolgt mit 38.886 Dowty-Retardern, welche auf drei Zonen aufgeteilt sind: In der Verteilzone beträgt die Ansprechgeschwindigkeit 4,25 m/s, in der Verzögerungszone mehrfach unterteilt in 4 m/s, 2 m/s, 1,75 m/s und in der Verzögerungszone 1,5 m/s. Befinden sich die Wagen unterhalb dieser Ansprechgeschwindigkeit werden sie nicht abgebremst.

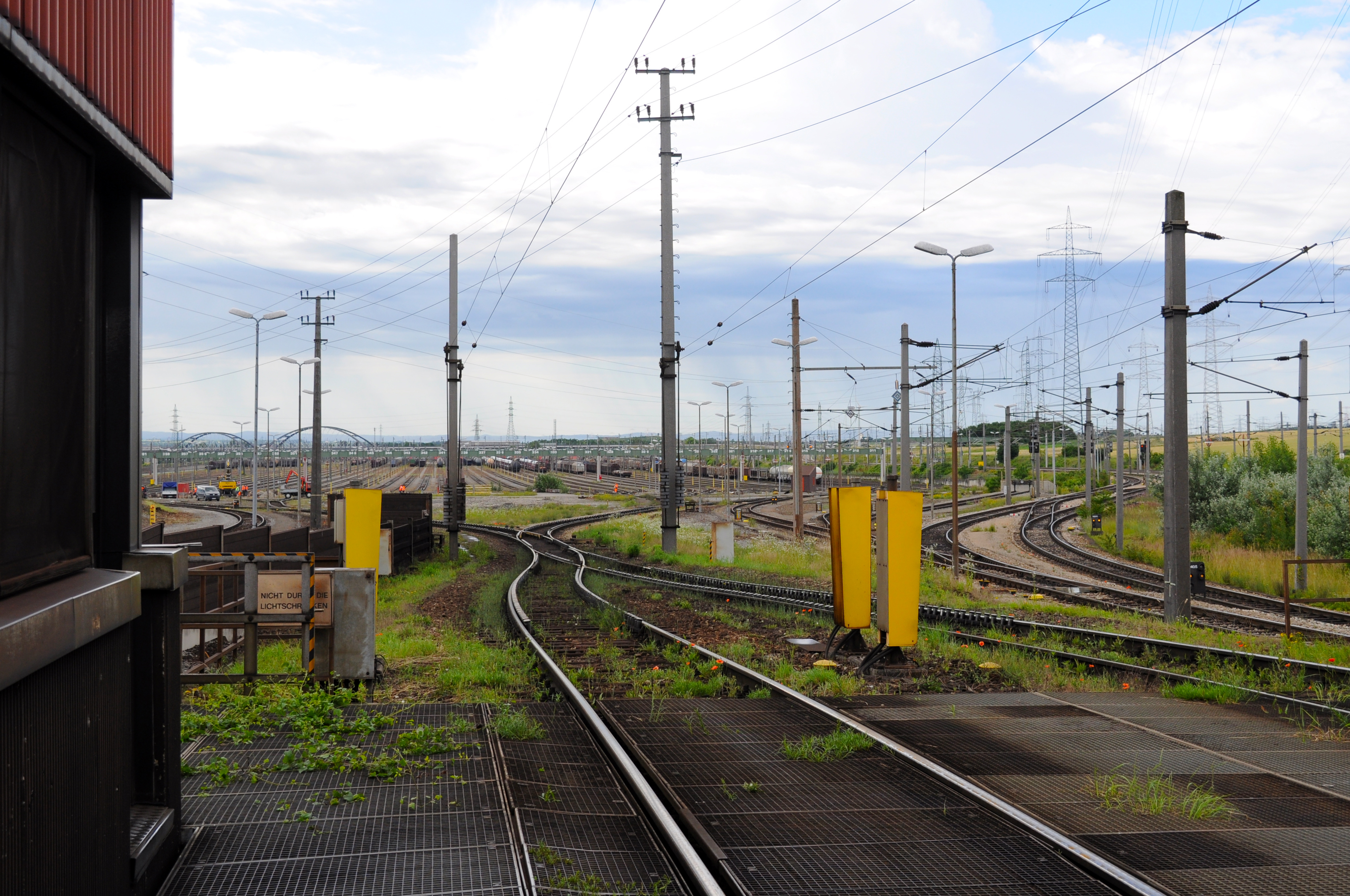
Blick vom Abrollberg auf die Richtungsgruppe
- Abrollberg
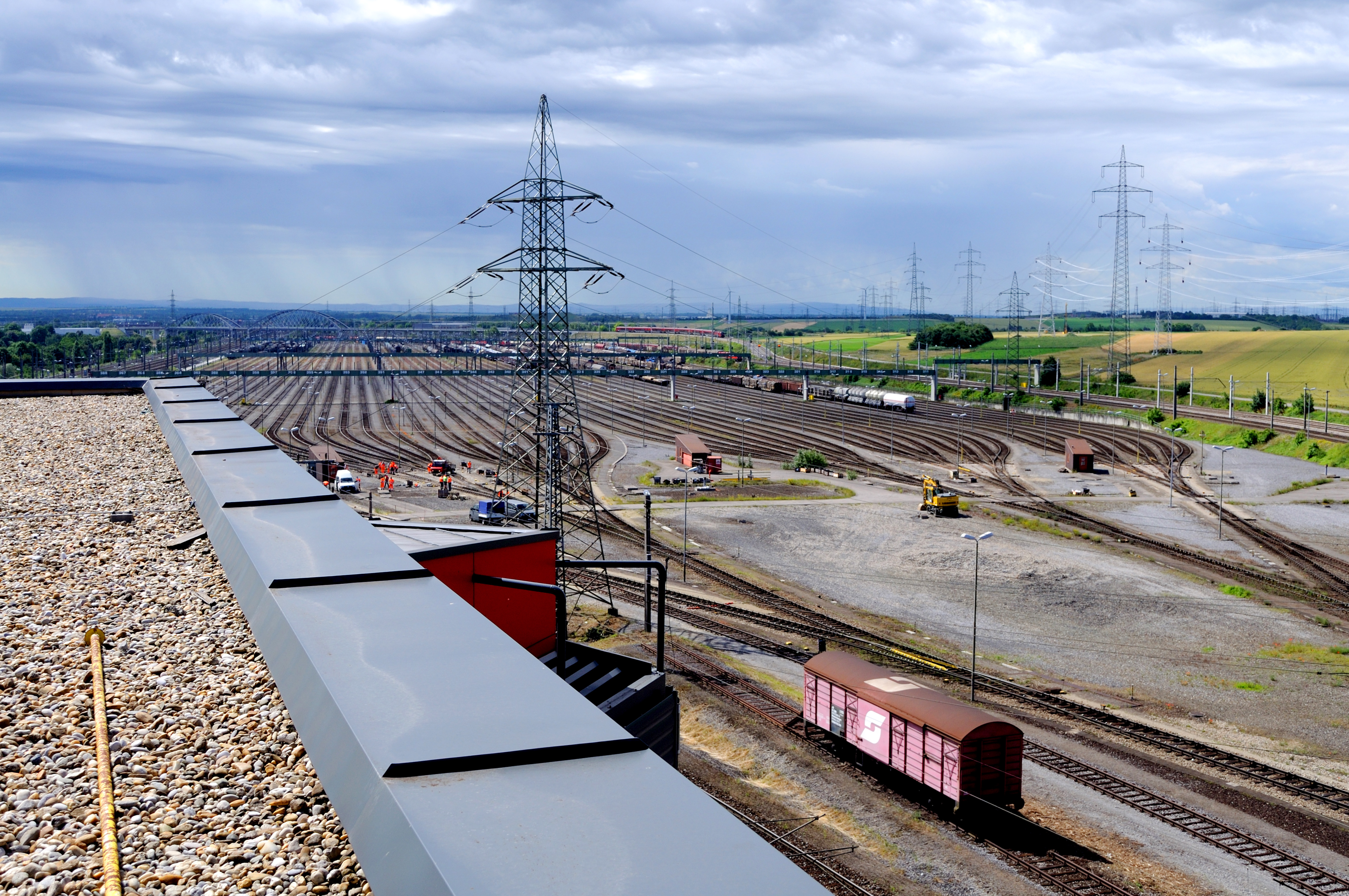
Blick vom Stellwerk auf die Richtungsgruppe
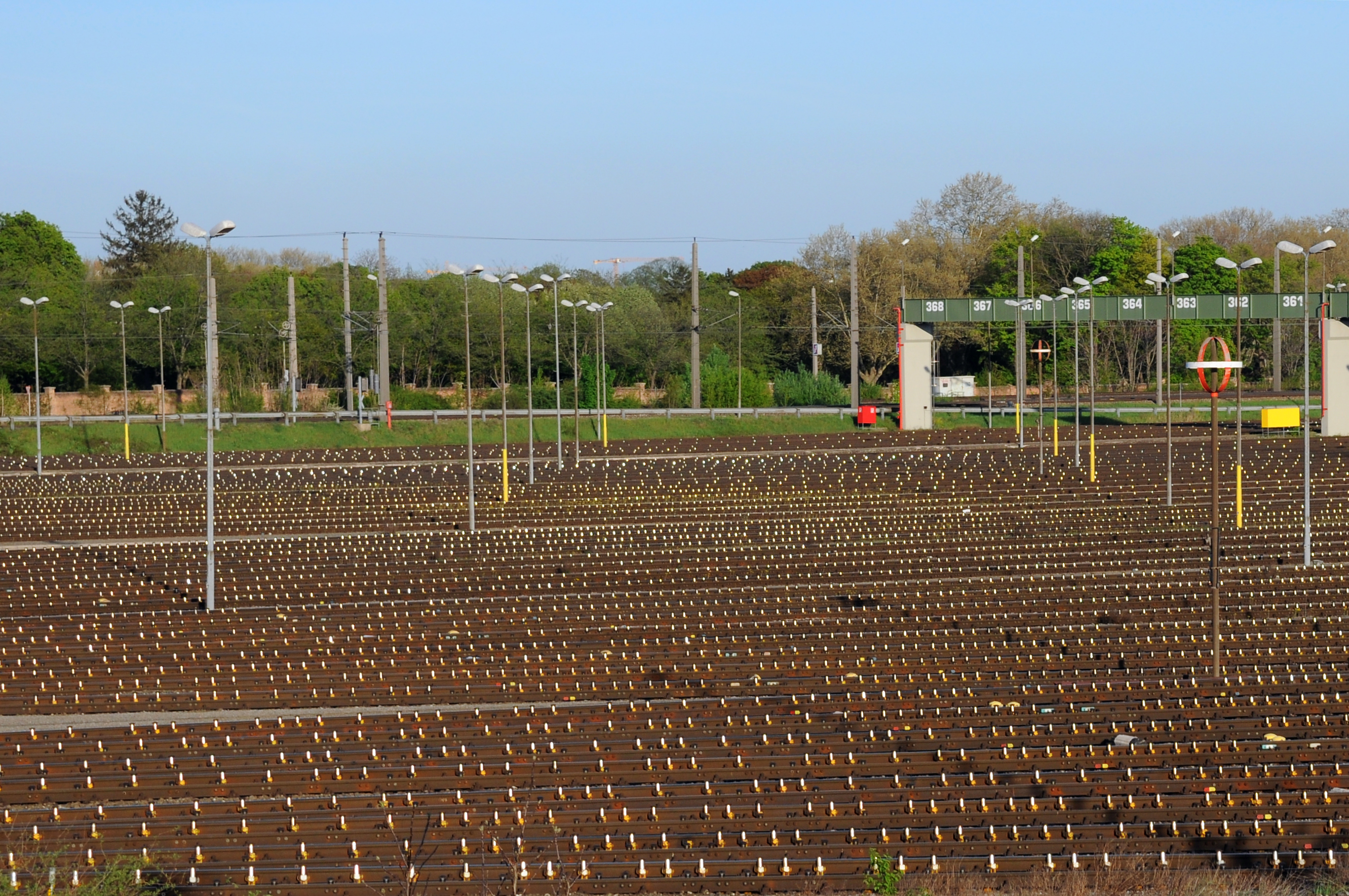
Dowty-Retarder in der Richtungsgruppe

### Nebenabrollberg

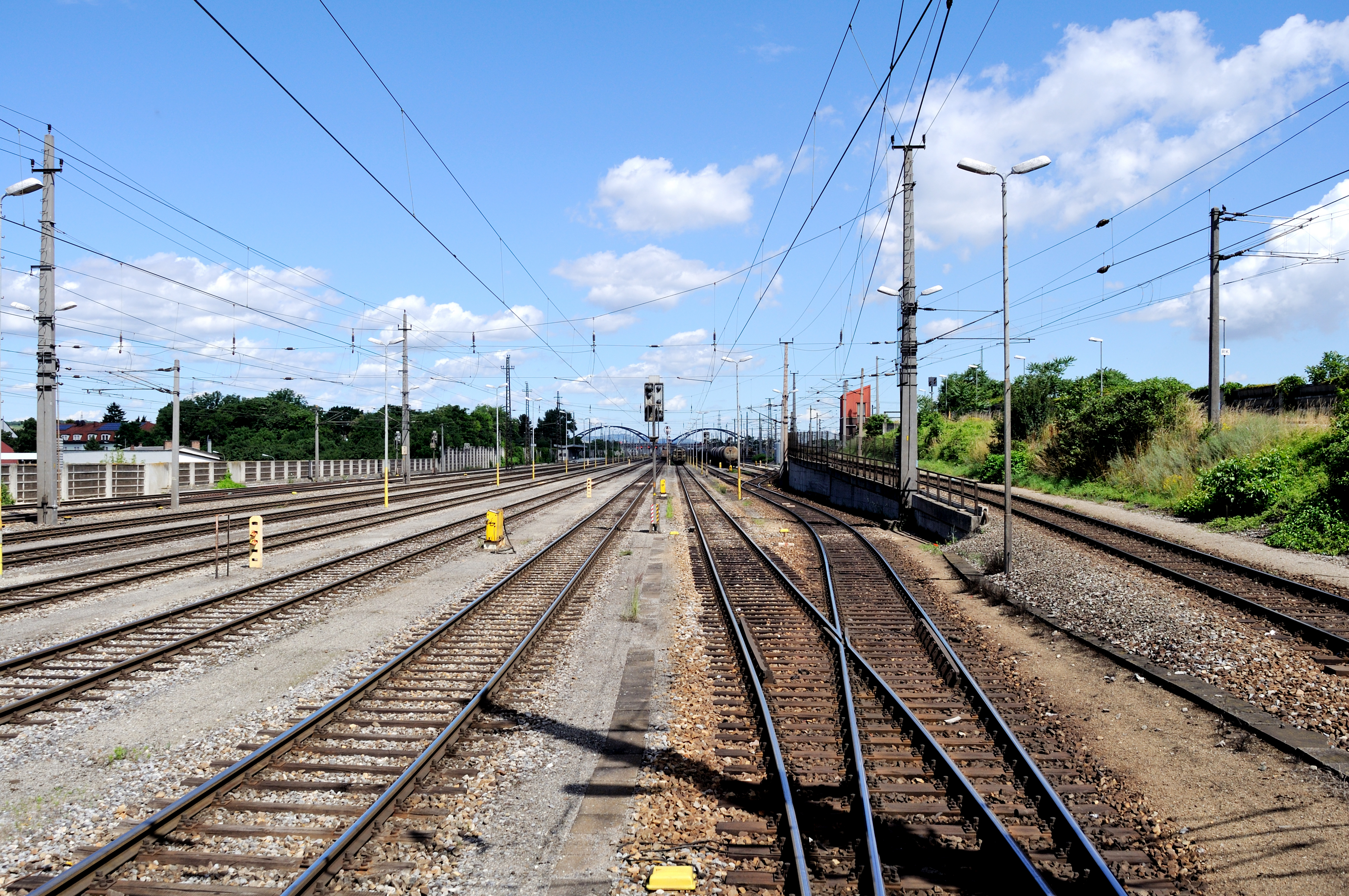
Nebenabrollberg (rechts) bei der Ausfahrgruppe

Der Nebenabrollberg, mit einem maximalen Gefälle von fünf Prozent, ist für die Reihung der Nahgüterzüge gedacht und für eine Bergleistung von 1.000 Wagen pro Tag ausgelegt.
Für die Geschwindigkeitssteuerung sind zwei gewöhnliche, ölhydraulisch betätigte Balkengleisbremsen der Bauart „THYSSEN-TW 5“ im Einsatz. Die Steuerung erfolgt halbautomatisch, da die Geschwindigkeit mit der die Wagen die Bremsanlage verlassen sollen (3 – 6 m/s) vom Mitarbeiter am Stellwerk 2 festgelegt wird. Die Einstellung der Bremskraft wird vom Micro-computergesteuerten Rangiersystem automatisch vorgenommen.

### Sonstiges
Südlich und östlich des Dienststeges befinden sich zwei Feuerwehrstege, die seit 1986 über die Streckengleise der Ostbahn und die Gleise der Richtungsgruppe führen. Sie besitzen im Gegensatz des Dienststeges keine Abgänge, sondern werden von der Feuerwehr im Einsatzfall mit Notleitern bestiegen und dienen in erster Linie als Träger für Hilfsgeräte, Schlauch- und Energieversorgungsleitungen. Eine Nummer des jeweils darunter verlaufenden Gleises an der Außenseite des Steges dient der besseren Lokalisierung der Einsatzorte.
Am Zentralverschiebebahnhof befindet sich das Umformerwerk Kledering. Es wurde von 1986 bis 1989 errichtet und beherbergt drei Umformer, die Bahnstrom mit einer Leistung von je 30 MW bereitstellen können. Zum Zeitpunkt der Inbetriebnahme entsprach dies einem Siebtel der gesamten installierten Leistung auf dem Netz der österreichischen Bundesbahnen. Die Baukosten für das Umformerwerk betrugen 700 Millionen österreichische Schilling.

### Aufgaben

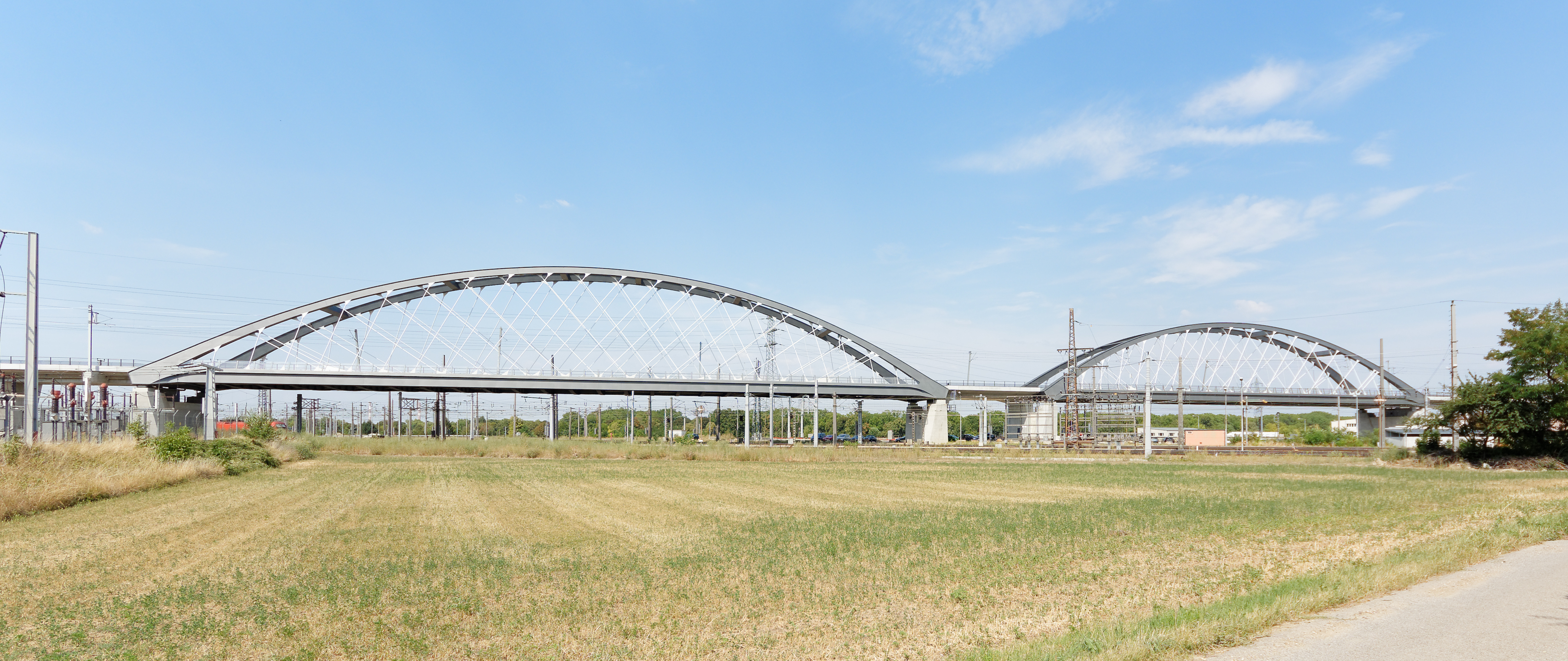
Brücke über den Zvbf

Der Zentralverschiebebahnhof dient nur dem Güterverkehr. Die Güterzüge werden allerdings nur zerlegt und neugebildet, daher gibt es keine Anlagen für den Güterumschlag. Außerdem werden Fernzüge gebildet. Dadurch wurden auch Kapazitäten in anderen Verschiebebahnhöfe Österreichs frei.
Güterterminals befinden sich dagegen in Wien-Inzersdorf und in Wien-Freudenau entlang der Donauländebahn.